# 黑狐
《黑狐》是2011年一部谍战题材类型的中国电视剧，是《雪豹》的姊妹篇。该剧讲诉了中国抗日战争时期，潜伏在国民党军统内部的中共特工经历种种磨难，与日伪特务进行殊死较量的故事。於2011年11月2日在湖南长沙经贸频道播出。

## 劇情
民国初富商顾汉森收养了两个义子，廖思成和方天翼，两人与他亲女儿顾婷青梅竹马，三人情同手足，长大后廖思成高成绩从黄埔军校毕业留学日本。在日留学期间与日军高官女儿大岛由美相爱，九一八事变爆发两人只能分手。回国后加入军统，顾婷和方天翼也追隨加入。
方很快受到軍統頭子戴笠重视，派他到上海执行诱捕漢奸上海情搜站站长丁千木，最終達成任務並遇上了此生真愛-上海站幹員俞梅，成功歸來後震動軍統被授予“黑狐”代号，之後杀鬼子除汉奸，許多任務极大打击了日军士气。和俞梅一起经历参与击毙徐达、上海阻击日军、16号密令等抗日任務。
在此期间，方天翼发现廖思成，俞梅，和大岛由美原來都是中共地下党身份，并未上报。随后在句容养伤期间提出加入共产党。
日本師長松下健发现方天翼“黑狐”身份，連串捕殺中俞梅牺牲，方天翼沉痛立碑：爱妻俞梅之墓。第二天方单枪匹马闯南京，搏命杀了松下健报杀妻之仇。随后几人转战上海，廖思成为救大岛由美不幸身亡，方天翼和顾婷加入新四军。他组建黑狐突击队充分展示军事天分，夜袭句容县城、炸毁虹桥机场種種破壞令日军闻风丧胆，也最终干掉坂田之助。
皖南事变后新四军重建，方天翼帶隊踏上了偉大征途。

## 播出
以下时间以当地时间（UTC+8）为准
| 频道               | 所在地   | 播放日期及时间                 |
| ------------------ | -------- | ------------------------------ |
| 湖北综合频道       | 中国大陆 | 2011年10月10日                 |
| 湖南长沙经贸频道   | 中国大陆 | 2011年11月2日起                |
| 云南电视台都市频道 | 中国大陆 | 2011年11月8日起三集连播        |
| 吉林电视台法制频道 | 中国大陆 | 2011年11月18日起两集连播       |
| 南方电视台影视频道 | 中国大陆 | 2011年11月22日起两集连播       |
| 四川卫视           | 中国大陆 | 2011年12月17日19：30起两集连播 |
| 美亞電視劇台       | 香港     | 2012年                         |

## 演员
| 演員     | 角色       | 简介 |
| 张若昀   | 方天翼     | 愛國商人顧漢森養子，廖思成、羅斌義弟，軍統特工，代號“黑狐”。為人正直、仗義，重視兄弟情義。加入軍統後得到戴笠賞識，認識了卧底在軍統的中共地下黨員俞梅。並在俞梅的影響和廖思成的介紹下成為中共地下黨。後加入新四軍皖南支隊，並組建黑狐突擊隊，皖南事變後，中共中央於鹽城重建軍部，又率部踏上新的征程。 |
| 李 曼    | 俞 梅      | 北洋遺老段宏章愛女，軍統上海站特工，實為中共地下黨員，在誘捕叛徒原上海站站長丁千木的行動中與方天翼相愛，後與方天翼多次執行任務。抗戰爆發後任軍統淞滬支隊第五大隊隊長，在潛入南京搜尋日軍暴行罪證中，為救顧婷被松下健手下開槍擊中心臟，香消玉殞在方天翼懷中。                                         |
| 刘小锋   | 廖思成     | 國民黨軍統特務處調查科科長，重慶佳華棉紡實業公司的董事長，其真實身份為中共地下黨員，深愛着大島由美。重情重義，有愛國之心。曾多次與方天翼等一道執行任務。後來，在與大島由美結婚之前，為保護大島由美被前來報仇的松本雅子殺害。                                                                         |
| 吴秀波   | 戴 笠      | |
| 文 章    | 罗 斌      | 顧漢森的養子，方天翼顧婷的義哥，從小和廖思成方天翼顧婷一起長大。黃埔軍校畢業，表面國民黨高級特工，實為中共黨員。 |
| 吴 婷    | 顾 婷      | 愛國商人顧漢森之女，國民黨特務梅姨手下，後在廖思成和俞梅的影響下成為中共地下黨。從小暗戀廖思成，以廖思成馬首是瞻，隨其出生入死，後與方天翼一同加入新四軍。 |
| 李卓霖   | 山口一男   | 日军华中方面军参谋长大島茂將軍的得意門生，喜歡大島由美，被日軍內部稱為“特工之王”。曾保護過土肥原賢二，假扮過中共地下黨，在得知好友小野正雄的真正死因後，將松本彌二擊斃。大島由美暴露後，想盡辦法將由美遣回日本，放過方天翼，後在保護由美過程中死去。                                                 |
| 乔鹏樾   | 王富贵     | |
| 章雯淇   | 大岛由美   | 日本記者，日軍華中方面軍參謀長大島茂的女兒，廖思成在日本時的戀人。作為國際和平組織的一員，一直利用自己的特殊身份收集日軍的罪證，並親自將一批記錄南京大屠殺資料的珍貴膠捲在國際上公佈。然而松本雅子想為兄報仇暗殺她，結果被廖思成擋下，廖思成犧牲後，身份徹底暴露，被營救後，跟羅斌一起前往延安。     |
| 杜玉明   | 洪寶順     | 顧漢森手下、後為新四軍團長。 |
| 芦芳生   | 松本弥二   | 日军特工，大佐，因劫持大岛由美被山口一男击毙。 |
| 李羲儿   | 松本雅子   | 跟在廖思成身邊的日本間諜，從中獲取廖思成身上的情報。刺殺大島由美卻誤殺廖思成，為報殺兄之仇，處處針對大島由美，最後，誤殺山口一男，也被山口一男一槍斃命 |
| 孙晨耀   | 李长城     | 新四軍政委 |
| 浅野长英 | 松下健     | 殺死俞梅后，被方天翼打死 |
| 郑宇丰   | 胡 俊      | |
| 潘泰名   | 上官敬举   | 一位家中富足的貴公子，但在國家民族危機的年代，世事難料，家中生變，而後他變賣了家產，到深山中做了“帶頭大哥”。不過這個“帶頭大哥”卻不是趁火打劫燒殺搶掠的蠻人，而是一個愛國志士，帶領山中的兄弟們進行抗日遊擊。一個有教養、有情懷、有義氣的“山大王”。                                                   |
| 侯骏桀   | 姚立星     | |
| 池 东    | 张世青     | 民兵隊長。 |
| 吴承轩   | 王文渊     | 顧婷學生、黑狐突擊隊參謀長。 |
| 樊 营    | 沈 晗      | 廖思成同學、國民黨地下人員。 |
| 牛 飄    | 周默浩     | 上海維持會會長、國民黨地下人員、軍統特工。 |
| 马卫军   | 土肥原贤二 | |
| 侯传杲   | 顾汉森     | 顧婷之父，收養方天翼和羅斌。 |
| 宋 玥    | 渡 边      | 日軍軍官。 |
| 楊 帆    | 刘根彪     | |
| 肖 華    | 许二柱     | |
| 申军谊   | 段宏章     | 俞梅的父親 |
| 吕一丁   | 钱士城     | 戴笠手下電訊部門負責人。 |
| 褚 峰    | 浅田正雄   | 日本陸軍大佐 |
| 刘庭羽   | 刘佳颖     | 新四軍女軍官，為保護老百姓被日軍亂槍打死。 |
| 赵家林   | 坂田之助   | 日軍上海特務機關長，被方天翼用飛刀殺死。 |
| 张乃天   | 叶 山      | 代號火狐 |
| 孙邵波   | 康大生     | 國民黨忠義救國軍首領，因叛變被湖匪擊斃。 |
| 张瑞拉   | 上官敬琳   | 上官敬舉小妹，後加入新四軍。 |
| 張 磊    | 佐佐木     | 日軍軍官。 |
| 王恩龙   | 廖明生     | |
| 李振起   | 大岛茂     | 大島由美的父親 |
| 田力成   | 陈连石     | 國民黨軍統特務，代號「野狼」，後為了掩護方天翼一行人出逃被日軍亂槍打死。 |
| 呂 寧    | 丁千木     | 原軍統上海站站長，因叛變被戴笠放餌誘捕。 |
| 朱江能   | 松井石根   | |
| 王孟志   | 铁 力      | 中共叛徒，出賣了大島由美，被羅斌擊斃。 |
| 錢 志    | 朱子宇     | 軍統叛徒，曾暗殺廖明生，被方天翼擊斃。 |
| 曾亿伟   | 小野龟太郎 | |

## 相关
- 电视剧《黑狐》 （页面存档备份，存于）于搜狐网
- 黑狐电视剧 （页面存档备份，存于）